# Esenbeckia nigriventris
Esenbeckia nigriventris är en tvåvingeart som beskrevs av Krober 1931. Esenbeckia nigriventris ingår i släktet Esenbeckia och familjen bromsar. Inga underarter finns listade i Catalogue of Life.